# Resolutie 260 Veiligheidsraad Verenigde Naties
Resolutie 260 van de Veiligheidsraad van de Verenigde Naties werd op 6 november 1968 unaniem aangenomen. De Veiligheidsraad beval Equatoriaal-Guinea aan voor VN-lidmaatschap.

## Achtergrond
In 1968 werd Equatoriaal-Guinea een onafhankelijke staat, nadat het onafhankelijk was geworden van Spanje.

## Inhoud
De Veiligheidsraad had de aanvraag van Equatoriaal-Guinea bestudeerd, en beval de Algemene Vergadering aan om Equatoriaal-Guinea toe te laten als VN-lidstaat.

## Verwante resoluties
- Resolutie 249 Veiligheidsraad Verenigde Naties (Mauritius)
- Resolutie 257 Veiligheidsraad Verenigde Naties (Swaziland)
- Resolutie 287 Veiligheidsraad Verenigde Naties (Fiji)
- Resolutie 292 Veiligheidsraad Verenigde Naties (Bhutan)

Lijst ·  245 ·  246 ·  247 ·  248 ·  249 ·  250 ·  251 ·  252 ·  253 ·  254 ·  255 ·  256 ·  257 ·  258 ·  259 ·  260 ·  261 ·  262